# Alberto Peracino
Alberto Peracino (* 5. Februar 1971) ist ein früherer italienischer Bogenbiathlet.
Alberto Peracino gewann bei den ersten Weltmeisterschaften im Bogenbiathlon 1998 in Cogne vor seinen Landsleuten Daniele Conte und Fabrizio Salvadori den Titel im Einzel sowie mit Salvadori und Francesco Semenzato den Staffeltitel. Den Staffeltitel konnte er im Jahr darauf in Bessans mit Daniele Conte und Salvadori verteidigen. 2001 kam in Kubalonka hinter Andrei Markow die Silbermedaille im Einzel hinzu, im Massenstartrennen schob sich Andrej Zupan zwischen beide und Peracino gewann die Bronzemedaille. Mit Alessandro Morassi, Salvadori und Conte gewann er hinter der russischen Staffel noch eine Silbermedaille. Im Verfolgungsrennen gewann er seinen zweiten Einzeltitel. In Ruhpolding wurde Peracino 2002 Siebter des Massenstarts, 2004 in Pokljuka 22. Zudem verpasste er als Viertplatzierter im Staffelrennen knapp eine weitere Medaille. 2005 gewann der Italiener in Forni Avoltri nochmals die Bronzemedaille hinter Igor Borissow und Zupan im Sprintrennen.
Auf europäischer Ebene nahm er an ersten beiden ausgetragenen Europameisterschaften teil, die beide in Pokljuka ausgetragen wurden. 2000 gewann er hinter Andrej Zupan und Sebastien Gardoni ebenso wie 2001 hinter Zupan und Maxim Menschikow die Bronzemedaille im Verfolgungsrennen. 2001 hatte er zuvor schon die Goldmedaille im Sprint gewonnen. Zudem gewann er mit Conte, Morassi und Danilo Antonipieri als Schlussläufer der Staffel eine weitere Bronzemedaille.